# Bonsucesso FC
Bonsucesso Futebol Clube jest brazylijskim klubem piłkarski z siedzibą w Rio de Janeiro.

## Historia
Klub Bonsucesso Futebol Clube założony został 12 października 1913 roku. Największy sukces Bonsucesso osiągnęło w 1924 kiedy to wywalczyło wicemistrzostwo stanu Rio de Janeiro – Campeonato Carioca w formule LMDT - Liga Metropolitana de Desportos Terrestres, przegrywając tylko z CR Vasco da Gama. Bonsucesso uczestniczyło w I lidze stanowej w latach 1924 i 1929-1980. W 1980 Bonsucesso uczestniczyło w rozgrywkach Campeonato Brasileiro Série B odpadając w drugim etapie.
W 1983 po raz drugi uczestniczyło w rozgrywkach drugiej ligi, odpadając w pierwszym etapie. W drugiej połowie lat 80. Bonsucesso popadło w kryzys sportowy i pomijając epizod w I lidze stanowej w 1993, występowało w drugiej i trzeciej lidze stanowej. Najbardziej znanym piłkarzem Bonsucesso jest Leônidas da Silva, którego imieniem nazwano stadion Bonsucesso.

## Sukcesy

### Rozgrywki krajowe
- 2 sezony w Campeonato Brasileiro Série B: 1980 - 18. miejsce, 1983 - 37. miejsce
- 10. miejsce w Torneio Rio-São Paulo w 1933

### Rozgrywki stanowe
- Wicemistrzostwo Campeonato Carioca: 1924
- Mistrzostwo 2 ligi stanowej: 1921, 1926, 1927, 1928, 1981, 1984

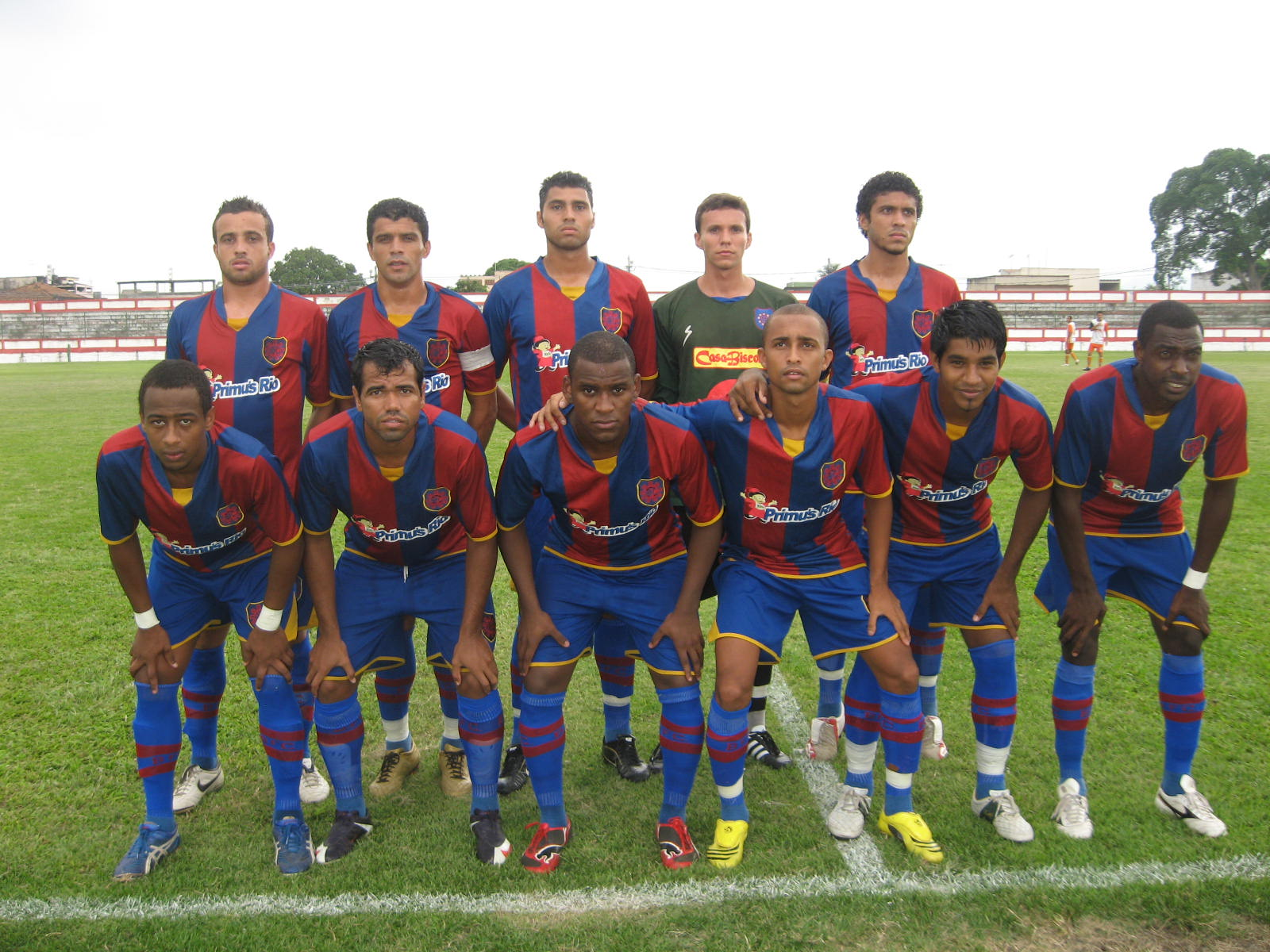
Drużyna Bonsucesso w 2009.

- Mistrzostwo 3 ligi stanowej: 2003

## Reprezentanci Brazylii w klubie
| - Nico (1931) - Leônidas da Silva (1931-1932) - Gradim (1931-1933) - Newton Canegal (1938-1939) - José Fontana (1939) - Rui Campos (1941-1943) - Waldir Villas Boas (1952) repr. ol. - Ary Nogueira César (1952-1954) - Urubatão Calvo Nunes (?-1954) - Quarentinha (1956) - Moacir Barbosa (1957) - João Carlos Batista Pinheiro (1963) - Altamiro Pereira (1965) - Amaro José dos Santos (1969) - José Dutra dos Santos (1968, 1969-1972) repr. ol. - Nelinho (1972) - Hélio Dias (?) |

## Trenerzy w historii klubu
- Gentil Cardoso (1931)
- Sylvio Pirillo (1953-1955)